# Jan Baptist Le Saive II
Jan Baptist Le Saive II (Mechelen, 1597 of 1604 – Mechelen, na 1641) ook Jan Baptist Saive de Jongere genoemd was een kunstschilder van genretaferelen en religieuze taferelen die actief was in Mechelen tussen 1621 en 1641. 

## Biografie
Jan Baptist Saive de Jongere was de zoon van Jean Le Saive de Jongere en Mayken Wyaerts. Hij kreeg zijn opleiding waarschijnlijk in het atelier van zijn vader en werd in 1621 als vrijmeester opgenomen in het schildersgilde in Mechelen. In 1641 zou Oswald Onghers bij hem in de leer zijn gegaan.

## Werken
Het werk van Jan Baptist Saive de Jongere is niet goed bekend vanwege het feit dat zijn werk en dat van zijn vader, lange tijd doorheen zijn gehaald. Jan Baptist was bekend voor zijn stillevens.
Er zijn talrijke werken in de kerken van Mechelen en omgeving die aan vader en zoon worden toegeschreven. 